# Flueggea acicularis
Flueggea acicularis là một loài thực vật có hoa trong họ Diệp hạ châu. Loài này được (Croizat) G.L.Webster mô tả khoa học đầu tiên năm 1984.